# Arbaciidae
Arbaciidae Gray, 1855 è una famiglia di ricci di mare del superordine Echinacea.

## Tassonomia
Comprende i seguenti generi:
- Arbacia Gray, 1835
- Arbaciella Mortensen, 1910
- Arbia Cooke, 1948 †
- Baueria Noetling, 1885 †
- Codiopsis L. Agassiz, in Agassiz & Desor, 1846 †
- Coelopleurus L. Agassiz, 1840
- Dialithocidaris A. Agassiz, 1898
- Habrocidaris A. Agassiz & H.L. Clark, 1907
- Podocidaris A. Agassiz, 1869
- Protechinus Noetling, 1897 †
- Pygmaeocidaris Döderlein, 1905
- Sexpyga Shigei, 1975
- Tetrapygus L. Agassiz, 1841